# Habitatge a l'avinguda Àngel Guimerà, 217 (Cardedeu)
L'Habitatge a l'avinguda Àngel Guimerà, 217 és una obra noucentista de Cardedeu (Vallès Oriental) inclosa a l'Inventari del Patrimoni Arquitectònic de Catalunya.

## Descripció
Casa de tipologia ciutat-jardí amb dues plantes (una d'elles com a golfa). La coberta és a dues vessants de teula àrab. Els capcers són curvilinis en un estil barroquitzant. Les finestres són de llinda plana amb esgrafiats als llindars. Té un porxo d'accés cobert de teula àrab als vessants. Les façanes són estucades en blanc. La tanca és feta en material d'obra i reixat.

## Història
Als anys 30 del segle XX hi ha una gran activitat constructiva a la vila de Cardedeu, centrada sobretot a l'avinguda d'Àngel Guimerà Raspall, que continua essent l'arquitecte municipal es l'encarregat de fer una gran part de les obres que es basteixen en aquesta època. Es tracta de cases, la majoria per estiueig, continuant la tònica que començà a finals de segle passat i que fan de Cardedeu una vila d'estiu per excel·lència.